# Folke Lindh
Kurt Folke Ragnar ”Spuling” Lindh, född 20 april 1921 i Lund, död 2 juni 1998 i Lund, var en svensk jurist, lundaspexare och amatörskådespelare.

## Biografi
Även om ”Spuling” (som han allmänt kallades i Lund) till professionen var jurist och hade verkat både som åklagare och försvarsadvokat är det genom sina insatser i spex och karnevaler samt som historieberättare och original han har gått till den lundensiska historien. Lindh debuterade som spexare 1946 och kom att tillhöra kärnan i Lundaspexarnas ensemble under många år. Till hans paradroller hörde pantlånaren Manasse Isaskar i Uarda (vilken han gjorde vid totalt 156 föreställningar) och den dryckesglade munken Grotharigo i Bonifacius.
I karnevalssammanhang satt Lindh med i flera kommittéer och var direktör för karnevalscirkusen Lundakarnevalen 1954. Icke minst är han dock känd för att ha medverkat i nästan samtliga karnevalsfilmer från 1954 och fram till sin död 1998 (faktum är att han medverkat postumt även i senare filmer, som datoranimationer 2002 och 2010 samt i form av en docka 2006).
Med början 1952 blev Spuling god vän med och kanske även något av en mentor för den unge Hans Alfredson, vilken betecknat Spuling som "den absolut mest underhållande människa jag någonsin har träffat" (det är omvittnat av dem som hört Spuling i historieberättartagen att det finns klara paralleller mellan dennes skrönor och Alfredsons Lindemanmonologer). Vänskapen blev livslång och ett av de påtagligaste resultaten var att Alfredson använde Lindh i mindre roller i nästan samtliga sina (och Tage Danielssons) filmer. Lindh spelade dock även med i två av Galenskaparna och After Shaves filmer och har medverkat i musikvideor, bland annat "I Wanna love You" med gruppen The Sinners.

## Karakteristik och eftermäle
Spuling var en originell liten man, endast 158 centimeter lång, vars favorittillmäle var ”fähund” och vars ensidiga diet en gång föranledde Sydsvenska Dagbladets Lundaredaktör Jan Mårtensson att undra om ”gin [har] medicinska kvaliteter som ännu inte erkänts”.
Han dog endast två veckor efter Lundakarnevalen 1998 och hans begravning, förrättad av Ingemar Simonsson, fyllde Lunds domkyrka. I samband med den efterföljande middagen på Thomanders studenthem inrättades en särskild ”ginfond” till den avlidnes minne, vars avkastning används vid årliga minneshögtider på Spulings födelse- respektive dödsdag.
Spulings rollfigur från filmen Picassos äventyr står som staty, uppförd av konstnären Anders Hellström, utanför Hasse & Tage-museet i Tomelilla, och i maj 2009 meddelade Skånetrafiken att ett av dess nya pågatåg skulle få namnet Spuling efter Lindh. Hans näsa finns avgjuten och hänger som nummer 5 i Nasoteket på Akademiska Föreningen i Lund.
Även en av Spulings söner, Johannes Lindh (född 1968), har varit lundaspexare och karnevalfilmsaktör.
Lindh är begravd på Norra kyrkogården i Lund.

## Filmografi
- 1954 – Tre flugor i en smäll (karnevalsfilm)
- 1962 – Men hur? (karnevalsfilm)
- 1971 – Äppelkriget
- 1973 – Kvartetten som sprängdes (TV)
- 1975 – Ägget är löst!
- 1978 – Munborsten (karnevalsfilm)
- 1978 – Picassos äventyr
- 1980 – Räkan från Maxim (TV)
- 1982 – Den enfaldige mördaren
- 1983 –  P&B
- 1985 – Falsk som vatten
- 1986 – Filmen (karnevalsfilm)
- 1986 – Skånska mord – Esarparen (TV)
- 1987 – Jim och piraterna Blom
- 1988 – Familjen Schedblad (TV)
- 1988 – Vargens tid
- 1990 – Rektorn (karnevalsfilm)
- 1990 – Macken – Roy's & Roger's Bilservice
- 1991 – Stinsen brinner... filmen alltså
- 1991 – Tre terminer (TV)
- 1993 – En sån rar rumpa
- 1994 – Angst (karnevalsfilm)
- 1998 – Blinka lilla stjärna (karnevalsfilm)